# Ieng Sary
Ieng Sary (Khmer: Iĕng Sari, អៀង សារី, geboren als Kim Trang in Nhan Hoa, 24 oktober 1925 – 14 maart 2013), ook bekend onder zijn bijnaam broeder nummer drie, was een Chinees-Cambodjaans leider en politicus van de Rode Khmer. Hij was minister van Buitenlandse Zaken onder Pol Pot, en fungeerde als contact tussen Cambodja en de rest van de wereld.
Sary overleed op 87-jarige leeftijd in de periode waarin hij terechtstond voor genocide op Vietnamezen, moslims en andere minderheden.
- Gemeinsame Normdatei: 122488709
- International Standard Name Identifier: 0000 0000 2335 4347
- Library of Congress Control Number: n83056737
- Nationale Bibliotheek van Israël: 987007262810405171
- Nederlandse Thesaurus van Auteursnamen: 133112179
- Système universitaire de documentation: 146483227
- Virtual International Authority File: 55521058